# Liste des médaillés aux Jeux olympiques d'hiver de 1932
Cet article présente la liste des médaillés aux Jeux olympiques d'hiver de 1932, qui se sont déroulés à Lake Placid aux États-Unis du 4 au 13 février 1932.

## Bobsleigh
| Épreuves     | Or                                                              | Argent                                                                   | Bronze                                                             |
| ------------ | --------------------------------------------------------------- | ------------------------------------------------------------------------ | ------------------------------------------------------------------ |
| Hommes       |                                                                 |                                                                          |                                                                    |
| Bob à deux   | États-Unis I Hubert Stevens Curtis Stevens                      | Suisse II Reto Capadrutt Oscar Geier                                     | États-Unis II John Heaton Robert Minton                            |
| Bob à quatre | États-Unis I Billy Fiske Edward Eagan Clifford Gray Jay O'Brien | États-Unis II Henry Homburger Percy Bryant Francis Stevens Edmund Horton | Allemagne I Hanns Kilian Max Ludwig Hans Mehlhhorn Sebastian Huber |

## Combiné nordique
| Épreuves | Or                         | Argent           | Bronze                 |
| -------- | -------------------------- | ---------------- | ---------------------- |
| Hommes   |                            |                  |                        |
| 15 km    | Johan Grøttumsbråten (NOR) | Ole Stenen (NOR) | Hans Vinjarengen (NOR) |

## Hockey sur glace
| Épreuves         | Or | Argent | Bronze |
| ---------------- | --- | --- | --- |
| Hommes           | | | |
| Tournoi masculin | Canada William Cockburn Clifford Crowley Albert Duncanson George Garbutt Roy Hinkel Vic Lindquist Norman Malloy Walter Monson Kenneth Moore Romeo Rivers Hack Simpson Hugh Sutherland Stanley Wagner Alston Wise | États-Unis Osborne Anderson John Bent John Chase John Cookman Douglas Everett Franklin Farrell Joseph Fitzgerald Edwin Frazier John Garrison Gerald Hallock Robert Livingston Frank Nelson Winthrop Palmer Gordon Smith | Allemagne Rudi Ball Alfred Heinrich Erich Herker Gustav Jaenecke Werner Korff Walter Leinweber Erich Römer Martin Schröttle Marquardt Slevogt Georg Strobl |

## Patinage artistique
| Épreuves   | Or                                 | Argent                                     | Bronze                               |
| ---------- | ---------------------------------- | ------------------------------------------ | ------------------------------------ |
| Hommes     |                                    |                                            |                                      |
| Individuel | Karl Schäfer (AUT)                 | Gillis Grafström (SWE)                     | Montgomery Wilson (CAN)              |
| Femmes     |                                    |                                            |                                      |
| Individuel | Sonja Henie (NOR)                  | Fritzi Burger (AUT)                        | Maribel Vinson (USA)                 |
| Mixte      |                                    |                                            |                                      |
| Couples    | France Andrée Brunet Pierre Brunet | États-Unis Beatrix Loughran Sherwin Badger | Hongrie Emilia Rotter László Szollás |

## Patinage de vitesse
| Épreuves | Or                  | Argent                | Bronze               |
| -------- | ------------------- | --------------------- | -------------------- |
| Hommes   |                     |                       |                      |
| 500 m    | Jack Shea (USA)     | Bernt Evensen (NOR)   | Alexander Hurd (CAN) |
| 1 500 m  | Jack Shea (USA)     | Alexander Hurd (CAN)  | William Logan (CAN)  |
| 5 000 m  | Irving Jaffee (USA) | Edward Murphy (USA)   | William Logan (CAN)  |
| 10 000 m | Irving Jaffee (USA) | Ivar Ballangrud (NOR) | Frank Stack (CAN)    |

## Saut à ski
| Épreuves       | Or                | Argent          | Bronze               |
| -------------- | ----------------- | --------------- | -------------------- |
| Hommes         |                   |                 |                      |
| Grand tremplin | Birger Ruud (NOR) | Hans Beck (NOR) | Kaare Wahlberg (NOR) |

## Ski de fond
| Épreuves | Or                    | Argent                | Bronze                 |
| -------- | --------------------- | --------------------- | ---------------------- |
| Hommes   |                       |                       |                        |
| 18 km    | Sven Utterström (SWE) | Axel Wikström (SWE)   | Veli Saarinen (FIN)    |
| 50 km    | Veli Saarinen (FIN)   | Väinö Liikkanen (FIN) | Arne Rustadstuen (NOR) |

## Sports de démonstrations
Les médailles obtenues dans les sports de démonstrations ne sont pas comptabilisés comme médaille olympique et n'intègre donc pas le classement des médailles.

### Course de chiens de traîneaux
| Épreuves   | Or                     | Argent                 | Bronze               |
| ---------- | ---------------------- | ---------------------- | -------------------- |
| Mixte      |                        |                        |                      |
| Individuel | Emile St. Godard (CAN) | Leonhard Seppala (USA) | Shorty Russick (CAN) |

### Curling
| Épreuves         | Or                                                                                | Argent                                                                           | Bronze                                                                       |
| ---------------- | --------------------------------------------------------------------------------- | -------------------------------------------------------------------------------- | ---------------------------------------------------------------------------- |
| Hommes           |                                                                                   |                                                                                  |                                                                              |
| Tournoi masculin | Canada (Manitoba) James L. Bowman William H. Burns Robert B. Pow Errick F. Willis | Canada (Ontario) Russel Hall Archibald Lockhart Frank P. McDonald Harvey J. Sims | Canada (Québec) William Brown John Leonard Albert Maclaren Howard T. Steward |

## Patinage de vitesse
| Épreuves | Or                     | Argent                 | Bronze               |
| -------- | ---------------------- | ---------------------- | -------------------- |
| Femmes   |                        |                        |                      |
| 500 m    | Jean Wilson (CAN)      | Elizabeth Dubois (USA) | Kit Klein (USA)      |
| 1 000 m  | Elizabeth Dubois (USA) | Hattie Donaldson (CAN) | Dorothy Franey (USA) |
| 1 500 m  | Kit Klein (USA)        | Jean Wilson (CAN)      | Helen Bina (USA)     |

## Athlètes les plus médaillés
| Athlète             | Sport               | Médaille d'or, Jeux olympiques | Médaille d'argent, Jeux olympiques | Médaille de bronze, Jeux olympiques | Total |
| Irving Jaffee (USA) | Patinage de vitesse | 2                              | 0                                  | 0                                   | 2     |
| Jack Shea (USA)     | Patinage de vitesse | 2                              | 0                                  | 0                                   | 2     |
| Veli Saarinen (FIN) | Ski de fond         | 1                              | 0                                  | 1                                   | 1     |